# ボンサイト
ボン サイト（1923年8月15日 - 1990年4月18日）は、日本のトロンボーン漫談家。本名：斉藤 束（さいとう つかさ）。宮城県仙台市出身。

## 来歴
仙台市内の中学校中退後上京し、日本国有鉄道の職員となる。後に公職追放により退社し、漫談家として活動しトロンボーンを用いた楽器漫談として名を馳せた。
漫談家としての活動以外にも、アマチュアバンドの結成や歌謡ショー司会者としても活動した。温泉旅館や浅草松竹演芸場など全国の津々浦々を公演した。

## 人物
「ボン・サイト」と表記される事もあった。

## 出演
- 大正テレビ寄席（NETテレビ）